# Amphiglossus tsaratananensis
Espèce
Synonymes
- Scelotes tsaratananensis Brygoo, 1981

Statut de conservation UICN

 LC  : Préoccupation mineure
Amphiglossus tsaratananensis est une espèce de sauriens de la famille des Scincidae.

## Répartition
Cette espèce est endémique de Madagascar.

## Publication originale
- Brygoo, 1981 : Systématique des lézards scincides de la région malgache. 6. Deux scincines nouveaux. Bulletin du Muséum national d'histoire naturelle de Paris, Section A Zoologie Biologie et Écologie Animales, sér. 4, vol. 3, no 1, p. 261-268.